# Sajed Murjan
Sajed Mohammad Sajed Al-Murjan (ur. 10 lutego 1990 w Irbidzie) – jordański piłkarz, grający na pozycji obrońcy lub pomocnika w klubie Al-Wehdat Amman.

## Kariera klubowa
Sajed Murjan rozpoczął swoją zawodową karierę w 2007 roku w klubie Al-Arabi Irbid. Następnie grał w Kazma SC i Al-Ramtha SC.

## Kariera reprezentacyjna
W reprezentacji Jordanii Murjan zadebiutował 19 września 2010 roku w wygranym 2:0 towarzyskim meczu z Bahrajnem. W 2011 został powołany na Puchar Azji 2011, w 2015 na Puchar Azji 2015, a w 2019 na Puchar Azji 2019.